# Funkcje cyklometryczne

Funkcje:

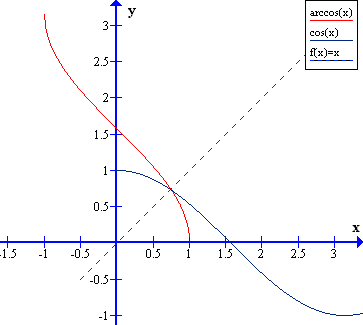
Funkcje:

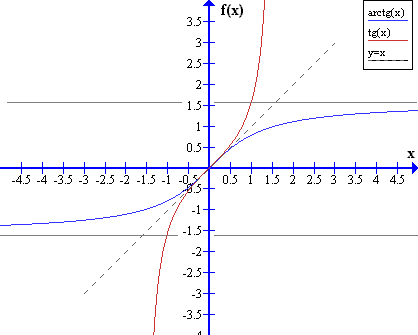
Funkcje:

Funkcje:

Funkcje cyklometryczne, funkcje kołowe, arkfunkcje – funkcje odwrotne do funkcji trygonometrycznych ograniczonych do pewnych przedziałów.
Funkcje trygonometryczne rozpatrywane na tych przedziałach są różnowartościowe i mają funkcje odwrotne. Tak więc:
- arcus sinus (arcsin) jest funkcją odwrotną do funkcji sinus rozpatrywanej na przedziale {\displaystyle \left[-{\tfrac {\pi }{2}},{\tfrac {\pi }{2}}\right].} W przedziale tym sinus jest funkcją rosnącą (zatem różnowartościową), wobec czego ma funkcję odwrotną, która jest określona na przedziale {\displaystyle \left[-1;1\right]} (czyli obrazie przedziału {\displaystyle \left[-{\tfrac {\pi }{2}},{\tfrac {\pi }{2}}\right]} przez funkcję {\displaystyle \sin }).
- arcus cosinus (arccos) jest funkcją odwrotną do funkcji cosinus rozpatrywanej na przedziale {\displaystyle \left[0,\pi \right].} W przedziale tym cosinus jest funkcją malejącą (zatem różnowartościową), wobec czego ma funkcję odwrotną, która jest określona na przedziale {\displaystyle \left[-1;1\right]} (czyli obrazie przedziału {\displaystyle \left[0,\pi \right]} przez funkcję {\displaystyle \cos }).
- arcus tangens (arctg) jest funkcją odwrotną do funkcji tangens rozpatrywanej na przedziale {\displaystyle \left(-{\tfrac {\pi }{2}},{\tfrac {\pi }{2}}\right).} W przedziale tym tangens jest funkcją rosnącą (zatem różnowartościową), wobec czego ma funkcję odwrotną, która jest określona w zbiorze {\displaystyle \mathbb {R} } (czyli obrazie przedziału {\displaystyle \left(-{\tfrac {\pi }{2}},{\tfrac {\pi }{2}}\right)} przez funkcję {\displaystyle \operatorname {tg} }).
- arcus cotangens (arcctg) jest funkcją odwrotną do funkcji cotangens rozpatrywanej na przedziale {\displaystyle \left(0,\pi \right).} W przedziale tym cotangens jest funkcją malejącą (zatem różnowartościową), wobec czego ma funkcję odwrotną, która jest określona w zbiorze {\displaystyle \mathbb {R} } (czyli obrazie przedziału {\displaystyle \left(0,\pi \right)} przez funkcję {\displaystyle \operatorname {ctg} }).
- arcus secans (arcsec) jest funkcją odwrotną do funkcji secans rozpatrywanej na przedziale {\displaystyle \left[0,\pi \right].} W przedziale tym secans jest funkcją rosnącą w każdym z przedziałów (zatem różnowartościową): {\displaystyle \left[0,{\tfrac {\pi }{2}}\right),} {\displaystyle \left({\tfrac {\pi }{2}},\pi \right],} wobec czego ma funkcję odwrotną, która jest określona na przedziale {\displaystyle \left(-\infty ,-1\right]\cup \left[1,+\infty \right)} (czyli obrazie przedziału {\displaystyle \left[0,\pi \right]} przez funkcję {\displaystyle \sec }).
- arcus cosecans (arccsc) jest funkcją odwrotną do funkcji cosecans rozpatrywanej na przedziale {\displaystyle \left[-{\tfrac {\pi }{2}},{\tfrac {\pi }{2}}\right].} W przedziale tym cosecans jest funkcją malejącą w każdym z przedziałów (zatem różnowartościową): {\displaystyle \left[-{\tfrac {\pi }{2}},0\right),} {\displaystyle \left(0,{\tfrac {\pi }{2}}\right],} wobec czego ma funkcję odwrotną, która jest określona na przedziale {\displaystyle \left(-\infty ,-1\right]\cup \left[1,+\infty \right)} (czyli obrazie przedziału {\displaystyle \left[-{\tfrac {\pi }{2}},{\tfrac {\pi }{2}}\right]} przez funkcję {\displaystyle \operatorname {cosec} }).

Zgodnie z określeniem funkcji odwrotnej:
- {\displaystyle \arcsin \ x=y\qquad {}} gdy {\displaystyle {}\quad \sin \ y=x}
- {\displaystyle \arccos \ x=y\qquad {}} gdy {\displaystyle {}\quad \cos \ y=x}
- {\displaystyle \operatorname {arctg} \ x=y\qquad \;\,{}} gdy {\displaystyle {}\quad \operatorname {tg} \ y=x}
- {\displaystyle \operatorname {arcctg} \ x=y\qquad {}} gdy {\displaystyle {}\quad \operatorname {ctg} \ y=x}
- {\displaystyle \operatorname {arcsec} \ x=y\qquad {}} gdy {\displaystyle {}\quad \sec \ y=x}
- {\displaystyle \operatorname {arccosec} \ x=y\quad {}} gdy {\displaystyle {}\quad \operatorname {cosec} \ y=x}

Jak w przypadku funkcji trygonometrycznych nawiasów wokół argumentów możemy nie stawiać, chyba że prowadziłoby to do niejednoznaczności.
Własności funkcji wynikają natychmiast z twierdzeń o funkcjach odwrotnych. Wszystkie z nich są ciągłe i różniczkowalne.
- arcus sinus jest funkcją rosnącą. Jej dziedziną jest {\displaystyle \left[-1,1\right],} a przeciwdziedziną {\displaystyle \left[-{\frac {\pi }{2}},{\frac {\pi }{2}}\right].}
- arcus cosinus jest funkcją malejącą. Jej dziedziną jest {\displaystyle \left[-1,1\right],} a przeciwdziedziną {\displaystyle \left[0,\pi \right].}
- arcus tangens jest funkcją rosnącą. Jej dziedziną jest {\displaystyle \mathbb {R} ,} a przeciwdziedziną {\displaystyle \left(-{\frac {\pi }{2}},{\frac {\pi }{2}}\right).}
- arcus cotangens jest funkcją malejącą. Jej dziedziną jest {\displaystyle \mathbb {R} ,} a przeciwdziedziną {\displaystyle \left(0,\pi \right).}
- arcus secans jest funkcją rosnącą w każdym z przedziałów: {\displaystyle \left(-\infty ,-1\right],} {\displaystyle \left[1,+\infty \right).} Jej dziedziną jest {\displaystyle \left(-\infty ,-1\right]\cup \left[1,+\infty \right),} a przeciwdziedziną {\displaystyle \left[0,\pi \right]\setminus \{{\frac {\pi }{2}}\}.}
- arcus cosecans jest funkcją malejącą w każdym z przedziałów: {\displaystyle \left(-\infty ,-1\right],} {\displaystyle \left[1,+\infty \right).} Jej dziedziną jest {\displaystyle \left(-\infty ,-1\right]\cup \left[1,+\infty \right),} a przeciwdziedziną {\displaystyle \left[-{\frac {\pi }{2}},{\frac {\pi }{2}}\right]\setminus \{0\}.}

## Zależności między funkcjami cyklometrycznymi
{\displaystyle \arcsin \ x+\arccos \ x={\frac {\pi }{2}}\quad {\text{dla }}\ x\in [-1;1]}
{\displaystyle \operatorname {arctg} \ x+\operatorname {arcctg} \ x={\frac {\pi }{2}}\quad {\text{dla }}\ x\in \mathbb {R} }
{\displaystyle \operatorname {arcsec} \ x+\operatorname {arccosec} \ x={\frac {\pi }{2}}}

### Argumenty ujemne
{\displaystyle \arcsin \ (-x)=-\arcsin \ x}
{\displaystyle \arccos \ (-x)=\pi -\arccos \ x}
{\displaystyle \operatorname {arctg} \ (-x)=-\operatorname {arctg} \ x}
{\displaystyle \operatorname {arcctg} \ (-x)=\pi -\operatorname {arcctg} \ x}
{\displaystyle \operatorname {arcsec} \ (-x)=\pi -\operatorname {arcsec} \ x}
{\displaystyle \operatorname {arccosec} \ (-x)=-\operatorname {arccosec} \ x}

### Odwrotności argumentów
{\displaystyle \arcsin \ {\frac {1}{x}}=\operatorname {arccosec} \ x}
{\displaystyle \arccos \ {\frac {1}{x}}=\operatorname {arcsec} \ x}
{\displaystyle \operatorname {arctg} \ {\frac {1}{x}}=\operatorname {arcctg} \ x\ ;\ x>0}
{\displaystyle \operatorname {arctg} \ {\frac {1}{x}}=\operatorname {arcctg} \ x-\pi \ ;\ x<0}
{\displaystyle \operatorname {arcctg} \ {\frac {1}{x}}=\operatorname {arctg} \ x\ ;\ x>0}
{\displaystyle \operatorname {arcctg} \ {\frac {1}{x}}=\operatorname {arctg} \ x+\pi \ ;\ x<0}
{\displaystyle \operatorname {arcsec} \ {\frac {1}{x}}=\arccos \ x}
{\displaystyle \operatorname {arccosec} \ {\frac {1}{x}}=\arcsin \ x}

## Pochodne i całki

### Pochodne
- {\displaystyle \arcsin 'x={\frac {1}{\sqrt {1-x^{2}}}}}
- {\displaystyle \arccos 'x={\frac {-1}{\sqrt {1-x^{2}}}}}
- {\displaystyle \operatorname {arctg} 'x={\frac {1}{x^{2}+1}}}
- {\displaystyle \operatorname {arcctg} 'x={\frac {-1}{x^{2}+1}}}

### Całki
- {\displaystyle \int \arcsin xdx={\sqrt {1-x^{2}}}+x\arcsin x+C}
- {\displaystyle \int \arccos xdx=x\arccos x-{\sqrt {1-x^{2}}}+C}
- {\displaystyle \int \operatorname {arctg} xdx=x\operatorname {arctg} x-{\frac {1}{2}}\ln {(1+x^{2})}+C}
- {\displaystyle \int \operatorname {arcctg} xdx=x\operatorname {arcctg} x+{\frac {1}{2}}\ln {(1+x^{2})}+C}

## Przykłady
- {\displaystyle \arcsin \;0=0}
- {\displaystyle \arcsin \;{\frac {1}{2}}={\frac {\pi }{6}}}
- {\displaystyle \arcsin \;1={\frac {\pi }{2}}}
- {\displaystyle \arccos \;0={\frac {\pi }{2}}}
- {\displaystyle \arccos \;{\frac {1}{2}}={\frac {\pi }{3}}}
- {\displaystyle \arccos \;(-1)=\pi }
- {\displaystyle \operatorname {arctg} \;0=0}
- {\displaystyle \operatorname {arctg} \;1={\frac {\pi }{4}}}
- {\displaystyle \operatorname {arcctg} \;0={\frac {\pi }{2}}}
- {\displaystyle \operatorname {arcctg} \;1={\frac {\pi }{4}}}

Oto wykresy kolejnych funkcji trygonometrycznych i cyklometrycznych, które parami są symetryczne względem prostej {\displaystyle y=x{:}}